# Herb gminy Mińsk Mazowiecki
Herb gminy Mińsk Mazowiecki – symbol gminy Mińsk Mazowiecki, ustanowiony w 1991.

## Wygląd i symbolika
Herb przedstawia na tarczy francuskiej nowoczesnej w polu błękitnym ośmioramienną gwiazdę i półksiężyc na tarczy. Jest to godło z herbu Leliwa. Identycznym wzorem herbu posługuje się miasto Mińsk Mazowiecki.